# Johann Georg Lenz
Johann Georg Lenz (* 2. April 1748 in Schleusingen; † 28. Februar 1832 in Jena) war ein deutscher Mineraloge, Bergrat und Professor für Mineralogie an der Universität Jena.
Lenz kam aus bescheidenen Verhältnissen und studierte ab 1765 zunächst Theologie in Jena. 1770 wurde er dort in Philosophie promoviert und wurde Privatdozent in Jena. Angeregt durch das mineralogische System von Abraham Gottlob Werner wandte er sich der Mineralogie zu und begann umfangreich als Anhänger der Schule von Werner zu publizieren. Er verwaltete die Sammlung von Johann Ernst Immanuel Walch an der Universität und wurde herzoglicher Inspektor. 1785 wurde er Bergsekretär, 1788 Adjunkt der philosophischen Fakultät in Jena, 1794 außerordentlicher und 1810 ordentlicher Professor. 1803 wurde er Bergrat.
Johann Georg Lenz gebrauchte 1806 erstmals für das nach Johann Wolfgang von Goethe benannte Mineral die Bezeichnung Goethit. Die Namensgebung erfolgte durch Vermittlung von Ludwig Wilhelm Cramer auf Vorschlag des Pfarrers Heinrich Adolf Achenbach (1765–1819) und des Bergmeisters Johann Daniel Engels (1761–1828), beide aus Siegen, die für das Mineral den Namen Goethenit vorschlugen. Friedrich Wilhelm Riemer veranlasste Johann Georg Lenz, den Namen auf Goethit abzuändern.
Lenz war Gründer der „Mineralogischen Societät“ in Jena und gab mit Johann Friedrich Heinrich Schwabe (1779–1834) deren Annalen heraus (sechs Bände 1802 bis 1811 und zwei Bände Neue Schriften der Societät 1823, 1825).
1829 bis 1830 bereiste er als wissenschaftlicher Begleiter der Expedition des Generals Imanuel  zusammen mit Adolph Theodor Kupffer und Édouard Ménétries den  Inneren Kaukasus und das Elbrus-Gebiet. 
Am 14. Juli 1804 wurde er mit dem Beinamen Archagatus II. zum Mitglied (Matrikel-Nr. 1029) der Leopoldina gewählt. Seit 1818 war er auswärtiges Mitglied der Bayerischen Akademie der Wissenschaften.

## Schriften
- Tabellen über die Versteinerungen zum ersten Unterricht, bey Joh. Rudolph Croeckers seel. Wittwe, Jena 1780 Google Books
- Tabelle über das gesammte Steinreich 1781
- Anfangsgründe der Thiergeschichte zum Gebrauch akademischer Vorlesungen, bey Joh. Rudolph Cröckers seel. Wittwe, Jena 1783 Google Books
- Abhandlung vom Basalt 1789
- Grundriß der Mineralogie nach dem neuesten Wernerschen System, zum Gebrauch bei Vorlesungen auf Akademien und Schulen, bey Johann Gottfried Hanisch, Hildburghausen 1793 Google Books
- Versuch einer vollständigen Einleitung zur Kenntniß der Mineralien, Erster Theil Erd- und Steinarten, Salze, ölige mineralische Körper und Versteinerungen, bey Siegfried Lebrecht Crusius, Leipzig 1794 Google Books
- Versuch einer vollständigen Einleitung zur Kenntniß der Mineralien, Zweyter Theil, Metalle und Gebirgsarten, bey Siegfried Lebrecht Crusius, Leipzig 1794 Bavarica
- Mineralogisches Handbuch 1796
- System der äußeren Kennzeichen der Mineralien 1801
- Tabellen über das gesammte Mineralreich 1806
- Erkenntnißlehre der anorganischen Naturkörper, 4 Bände, 1813
- Vollständiges Handbuch der Mineralogie, 6 Bände, 1819 bis 1820